# Бряст (село)
Бряст е село в Южна България. То се намира в община Димитровград, област Хасково.

## Културни и природни забележителности
Село Бряст има язовири, в които жителите имат възможност да ловят риба.

## Личности
Починали в Бряст
- Андон Василев Андонов (поп Антоний) (1912 - 26 октомври 1944), български духовник